# Deya Erickson
Deya Yasmin Erickson (* 2. März 1997) ist eine Leichtathletin von den Britischen Jungferninseln, die sich auf den 100-Meter-Hürdenlauf spezialisiert hat und aktuell Inhaberin des Landesrekordes über diese Distanz ist.

## Sportliche Laufbahn
Erste internationale Erfahrungen sammelte Deya Erickson im Jahr 2014, als sie bei den CARIFTA Games in Fort-de-France in 14,32 s den fünften Platz über 100 m Hürden in der U18-Altersklasse belegte. Anschließend ging sie bei den Olympischen Jugendspielen in Nanjing nach dem Vorlauf nicht mehr an den Start. Im Jahr darauf kam sie bei den CARIFTA Games in Basseterre nicht ins Ziel und 2018 schied sie bei den Zentralamerika- und Karibikspielen in Barranquilla mit 13,69 s im Vorlauf aus. Anschließend schied sie bei den NACAC-Meisterschaften in Toronto mit 13,80 s ebenfalls in der Vorrunde aus. Im Jahr darauf belegte sie bei den U23-NACAC-Meisterschaften in Santiago de Querétaro in 13,89 s den achten Platz und 2022 kam sie bei den Hallenweltmeisterschaften in Belgrad in der ersten Runde über 60 m Hürden nicht ins Ziel. Im August schied sie dann bei den Commonwealth Games in Birmingham mit 13,94 s im Vorlauf über 100 m Hürden aus. Im Jahr darauf belegte sie bei den Zentralamerika- und Karibikspielen (CAC) in San Salvador in 14,11 s den achten Platz, ehe sie bei den Panamerikanischen Spielen in Santiago de Chile mit 14,42 s nicht über die Vorrunde hinauskam.

## Persönliche Bestleistungen
- 100 m Hürden: 13,32 s (−1,0 m/s), 5. Juni 2022 in Powder Springs (Landesrekord)
  - 60 m Hürden (Halle): 8,48 s, 9. Februar 2019 in Maryville (Landesrekord)